# Pellenes bulawayoensis
Pellenes bulawayoensis es una especie de araña saltarina del género Pellenes, familia Salticidae. Fue descrita científicamente por Wesolowska en 2000.
Habita en Zimbabue.